# Гусейнушагы
Гусейнушагы (азерб. Hüseynuşağı) — село в Губадлинском районе Азербайджана.

## История
По данным «Свода статистических данных о населении Закавказского края, извлеченных из посемейных списков 1886 года», в селе Гусейн-ушаги Моллинского сельского округа Зангезурского уезда Елизаветпольской губернии был 21 дым и проживало 94 азербайджанца (в источнике — «татарина») суннитского вероисповедания. Всё население являлось государственными крестьянами.
В результате Первой карабахской войны в 1993 году село перешло под контроль армянских вооружённых сил. В ходе конфликта в Нагорном Карабахе в 2020 году село перешло под контроль Азербайджана.

## Топонимика
Село Гусейнушагы расположено на берегу реки Хакари, на равнине Язи. Село названо так потому, что было основано семьями из рода Гусейнушагы (ныне Худаверди). Позже сюда переселились семьи, принадлежащие к роду Абель из Карабаха и роду Халаф из Дагестана.